# بيتر غينت
بيتر غينت (بالإنجليزية: Peter Gent)‏ (23 أغسطس 1942، بانغور في الولايات المتحدة - 30 سبتمبر 2011، بانغور في الولايات المتحدة)؛ روائي أمريكي. درس في جامعة ولاية ميشيغان.

## روابط خارجية
- بيتر غينت على موقع سبورتس رفرنس (الإنجليزية)
- بيتر غينت على موقع كلية كرة السلة في سبورتس رفرنس.كوم (الإنجليزية)
- بيتر غينت على موقع ريلجم (الإنجليزية)
- بيتر غينت على موقع مرجع كرة القدم المحترفة.كوم (الإنجليزية)